# Blato, Pokrče
Blato (nemško Raunachmoos) je naselje v Občini Pokrče v Okraju Celovec-dežela na Koroškem v Avstriji.